# Prawda (dziennik)

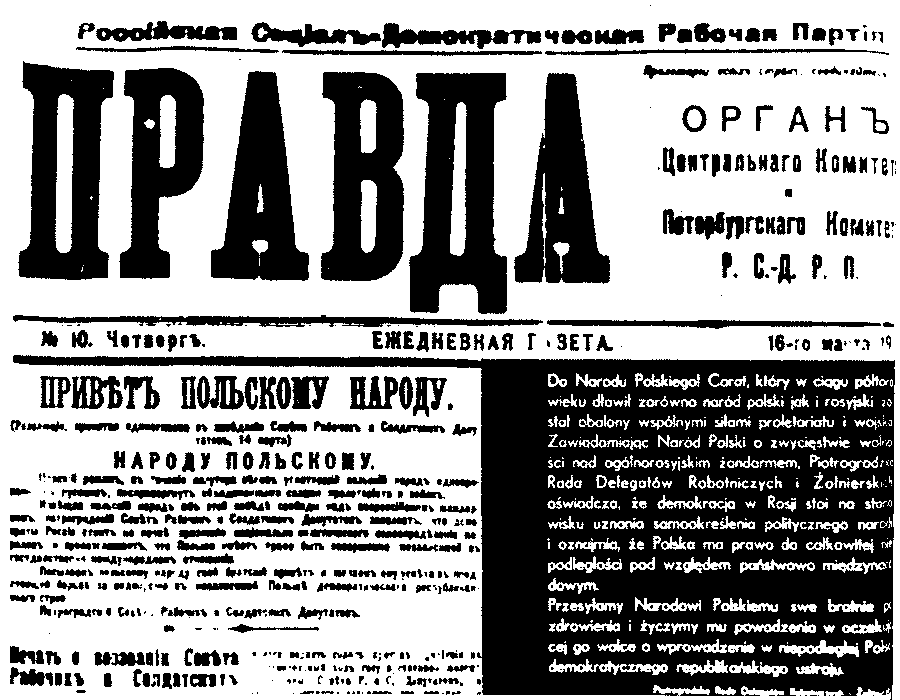
Wydanie z 16 marca 1917: „Prawda” informuje o deklaracji niepodległości Polski

„Prawda” (ros. Правда) – dziennik społeczno-polityczny wydawany od 1912 w Moskwie, do 1991 organ prasowy Komunistycznej Partii Związku Radzieckiego.

## Historia
W latach 1908–1912 w Wiedniu wychodziła socjaldemokratyczna gazeta „Prawda” kierowana przez Lwa Trockiego należącego wtedy do frakcji mienszewików (tzw. wiedeńska „Prawda”). W roku 1912 na szóstej konferencji SDPRR(b) odbywającej się w Pradze powołano z inicjatywy Lenina do istnienia gazetę o tej samej nazwie jako organ frakcji bolszewików. Pierwszy numer leninowskiej „Prawdy” wyszedł 22 kwietnia (5 maja) 1912 roku. Gazeta była przemycana na teren Imperium Rosyjskiego, a jej nakład sięgał 40-60 tysięcy egzemplarzy.
Po rewolucji lutowej „Prawda” była wydawana w Piotrogrodzie, jako organ KC i komitetu piotrogrodzkiego SDPRR(b). Jej nakład sięgał wtedy 85–90 tys. egzemplarzy. W marcu 1917 roku ze zsyłki wrócili Józef Stalin i Lew Kamieniew, którzy przejęli redakcję „Prawdy”. Pierwszy porewolucyjny numer ukazał się w niedzielę, 5 marca 1917 roku. Na winiecie pojawiło się wówczas hasło, które towarzyszyło gazecie przez kolejne lata: „Proletariusze wszystkich krajów łączcie się”.
Po przejęciu władzy przez bolszewików w wyniku tzw. rewolucji październikowej siedziba gazety została przeniesiona do Moskwy, gdzie wychodziła odtąd jako organ KC partii. Przez cały okres władzy komunistycznej w Rosji i ZSRR była najważniejszym dziennikiem kraju (obok rządowego dziennika Izwiestija) i głównym narzędziem propagandy komunistycznej. Jej nakład sięgał 10,6 miliona egzemplarzy (w 1975). W roku 1991 gazeta decyzją Borysa Jelcyna wobec puczu Janajewa przestała być organem KPZR. Obecnie jej nakład wynosi ok. 100 tys. egz.
Człon nazwy „prawda” nosiły też inne dzienniki partyjne w ZSRR, np. „Komsomolskaja Prawda”, dzienniki lokalne. Część z nich pozostała przy tej nazwie do dziś.

## Redaktorzy naczelni „Prawdy”
- Lenin, Połatiejew, Jegorow, Jeremiejew, Mołotow, Stalin i inni – kolegium redakcyjne (1912–1918)
- Nikołaj Bucharin (1918–1929)
- Michaił Olminski
- Maksimilian Sawieljew (1928–1930)
- Haralds Krūmiņš (1930)
- Lew Mechlis (1930–1937)
- ? (1937–1940) – okres „czystki”, red. nieznany
- Piotr Pospiełow (1940–1949)
- Michaił Susłow (1949–1950)
- Leonid Iljiczow (1951–1952)
- Dmitrij Szepiłow (1952–1956)
- Pawieł Satiukow (1956–1964)
- Aleksiej Rumiancew (1964–1965)
- Michaił Zimianin (1965–1976)
- Wiktor Afanasjew (1976–1989)
- Iwan Frołow (1989–1991)
- Giennadij Sielezniow (1991–1993)
- Wiktor Linnik (1993–1994)
- Aleksander Iljin (1994–2003)
- Walentin Szurczanow (2005–2009)
- Boris Komocki (od 2009)